# Aichryson palmense
Espèce
Aichryson palmense est une espèce de plantes grasses de la famille des Crassulaceae et du genre Aichryson.